# 徐元春
徐元春（1548年—？），字正夫，錦衣衛官籍，直隸松江府華亭縣人，明朝政治人物。首辅徐階之孫。

## 生平
萬曆元年（1573年）癸酉科順天鄉試第二十五名舉人，二年（1574年）甲戌科二甲第二十六名進士。授刑部主事，遷禮部主客司员外郎，六年八月改任光禄寺寺丞，九年十月升尚寶司少卿，十年四月册封王府，十一年二月升光禄寺少卿，十一月升南京鸿胪寺卿，十四年七月升太僕寺少卿，分管西路馬政，十六年七月升本寺卿，十七年二月官至太常寺卿，五月乞休归。曾向首辅趙志臯行贿求起用，二十五年七月賜祭葬。

## 家族
曾祖徐黼，縣丞，贈特進光祿大夫柱國少師兼太子太師吏部尚書建極殿大學士；祖父徐階，特進光祿大夫柱國少師兼太子太師吏部尚書建極殿大學士；父徐璠，通議大夫太常寺卿管尚寶司事。母季氏（；封孺人、贈淑人）。重庆下。
有孫徐本高，官至左都督。